# 高棉語語法
本文為高棉語語法的介紹。

## 概說
高棉語為一種分析語，其基本語序為主詞─動詞─受詞，且介詞為前置詞，它的以前綴或中綴形式出現的派生詞素相當普遍，但這些詞素在現代高棉語中並不總是有作用的。

## 語序
高棉語語序如下：
- 基本語序：主詞─動詞─受詞
- 介詞多為前置詞，即介詞置於其所支配的名詞前
- 形容詞、指示詞、數詞、關係子句等置於其所修飾的名詞之後

## 形容詞與副詞
形容詞、指示詞、數詞等置於其所修飾的名詞之後，同樣地，副詞亦置於其所修飾動詞之後。構詞學方面，形容詞和副詞並無區別，許多詞可同時擔任兩者的角色。和此區很多語言相若的是，疊詞可強化含意。
下為形容詞用例：
 /srəj sʔaːt nuh/ (直譯：女孩子 美麗 那) = 「那個美麗的少女」
 /srəj sʔaːt sʔaːt/ (直譯：女孩子 美麗 美麗) = 「一個非常美麗的少女」
高棉語很少用繫動詞（Copula），其形容詞可直接用作動詞，比較級藉由使用ciəng這個詞來構造，其中「A X ciəng B」之意為「A比BX」；而最高級常藉由A X ciəng kee（意即「A是最X的」）的表達法來構造。

## 名詞
名詞沒有性或數等的區別，且沒有詞形變化。高棉語沒有冠詞，但非限定性常藉由在名詞後方加意為「一」的名詞來表達。眾數可藉由置於名詞後的質詞、數詞或與其相關的形容詞的疊詞形來表達。儘管重疊形容詞以表達眾數的用法和重疊形容詞以強化含意的做法相似，但可根據上下文來消歧義。如下所示：
 /cʰkae tʰom/ (直譯：狗 大) = 大隻的狗
 /cʰkae tʰom tʰom/ (直譯：狗 大 大) = 「非常大的狗」或「多於一隻大狗」
 /cʰkae tʰom nah/ (直譯：狗 大 非常) = 「非常大的狗」
 /cʰkae piː/ (直譯：狗 二) = 「兩條狗」
 /cʰkae kʰlah/ (直譯：狗 一些) = 「一些狗」
用於名詞和數詞間的量詞(classifier)存在，但和泰語等一些語言不重的是，在柬埔寨語中，量詞不是必須的。代詞會根據社會階級做變化，使用哪種代詞，需根據話語者、聽眾與指涉對象的關係而定。在親密的人之間，親屬稱謂、暱稱和名字等常用作代詞(包括用作第一人稱的狀況)；另主詞人稱在較口語的交談中常省略。

### 量詞
名詞與數詞間的量詞存在，但除了介紹句(introductory clauses)外，在高棉語中，它不像泰語等一些語言一般是必須的，它們用於正式場合或點明事物；另數詞置於其量詞前。如下所示：
 /sat krɑbəy pii/ (動物 水牛 二) = 「兩頭水牛」
 /sat krɑbəy pii kbaal/ (動物 水牛 二 (用於動物的量詞)) = 「兩頭水牛」

### 數詞
在高棉語中，表明數量的數詞置於名詞後。如下所示：
 /siəw pʰɨw ɓuən/ (直譯：書 四) = 四本書
表明日子、時辰、測量單位或通貨的詞為其例外，這些種類的詞皆可視為沒有說明被分類的事物為何的量詞；另反轉名詞和數詞的順序可能會導致意思上的差異。如下所示：
 /ɓəj maoŋ/ (直譯：三 時) = 三小時
 /maoŋ ɓəj/ (直譯：時 三) = 三點
下例顯示了一個不必要的說明被分類的事物為何的標記：
 /ɓəj riəl/ (直譯：三 瑞爾) = 「三 瑞爾」
 /luj ɓəj riəl/ (直譯：錢 三 瑞爾) = 「三 瑞爾的錢」或「三 瑞爾」

## 指示詞
高棉語的指示詞置於其所修飾的名詞之後。標準書面高棉語中，它有兩個等級，儘管口語中尚有其他的指示於存在。指示詞亦可用作冠詞，但這用法只見於介紹句中。
| 指示詞 | 另一種形式 | 含義 |
| ------ | ---------- | ---- |
| (nih)  | (nəŋ)      | 這   |
| (nuh)  | (noŋ)      | 那   |

## 代詞
高棉語的代詞系統是相當複雜的，它會根據各種的情境而有所變化。高棉語沒有在任何情境下都有適當的代詞存在，並需根據年齡和關係等來選取，像意為「兄弟」或「叔叔」的名詞可用作代詞，即使用以直接指稱對方也是一樣。

## 動詞
就如多數東亞語言一般，動詞沒有任何的詞形變化；時態和語體的關係可藉由質詞、副詞或上下文關係等來確認，像「昨天」、「早先的」或「明天」等詞在沒有上下文訊息的狀況下，常用以表明時態。高棉語的動詞沒有分詞形，而其动名词（Gerund）則可藉由/kəmpɔːŋ/來構造，像「A /kəmpɔːŋ/ V」的意思即為「A是V的過程」。連動結構(Serial verb construction)相當常見。

### 否定
否定可藉由同時將/min/置於動詞詞組前和/teː/置於句尾的方式來構造。在一般交談中，可藉由將/ʔɑt/置於動詞前，而不置任何東西於句尾的方式來構造否定句。如下所示：
 /kʰɲom cɨə/ – 我相信
 /kʰɲom min cɨə teː/ – 我不信
 /kʰɲom ʔɑt cɨə/ – 我不信
另一個常見的構造否定的做法是使用  (亦作 ) (發音為/ɑt/)取代。一般的意思是「沒有」或「缺乏」，用以否定動詞時有著相似的意味存在。如下所示：
ខ្ញុំអត់ឃ្លានទេ /kʰɲom ɑt khliə̯n teː/ - 「我不餓」或直譯作「我沒有餓」
第三種方法與第一種方法基本一致，只是將/mɨn/代之以(發音為/pum/)而已，它只用於文語或非常正式的情境中。

### 體
高棉語藉由置於動詞前的助動詞來構造語體。

## 腳註
1. ↑  Huffman, Franklin. 1967. An outline of Cambodian Grammar. PhD thesis, Cornell University.
2. ↑  David Smyth. . Routledge (UK). 1995. ISBN 0-415-10006-2.
3. ↑  .   [2012-09-09]. （原始内容存档于2012-10-17）.
4. 1 2 3 4 5  Huffman, F. E., Promchan, C., & Lambert, C.-R. T. (1970). Modern spoken Cambodian. New Haven: Yale University Press. ISBN 0-300-01315-9
5. ↑  East and Southeast Asian Languages: A First Look 的存檔，存档日期2012-11-20. at Oxford University Press Online

## 外部連結
- Foreign Service Institute Contemporary Cambodian Grammatical Sketch
- Khmer Grammar Checker for OpenOffice （页面存档备份，存于）
- A Student’s Guide to Khmer Grammar （页面存档备份，存于）